# Karen O'Leary
Karen O'Leary es una maestra, comediante y actriz de Nueva Zelanda. Interpretó a la oficial O'Leary en Wellington Paranormal, que duró cuatro temporadas entre 2018 y 2022.

## Biografía
O'Leary creció en Miramar, Wellington y asistió a Wellington High School y a la Universidad Victoria. Se graduó con una licenciatura en educación y es maestra de primera infancia en Wellington. Se involucró en la actuación cuando la directora de casting Tina Cleary, madre de uno de los niños del centro, la animó a hacer una audición para un papel en la película de 2014 What We Do in the Shadows. O'Leary interpretó al oficial O'Leary en la película y continúa con el mismo papel en la serie de televisión derivada Wellington Paranormal.
En 2018, O'Leary apareció en la película de comedia The Breaker Upperers.
En 2020, O'Leary presentó actividades educativas en Home Learning TV, un canal de televisión de Nueva Zelanda dedicado a que los niños aprendan en casa debido al cierre de escuelas durante el cierre nacional para controlar la pandemia de COVID-19.
En 2023, O'Leary apareció en el panel Guy Mont-Spelling Bee de Guy Montgomery. Apareció en la serie 4 de Taskmaster NZ.

## Vida personal
Karen vive en Wellington con su hijo Melvyn y su pareja, Eilish Wilson.